# Schillsche Jäger

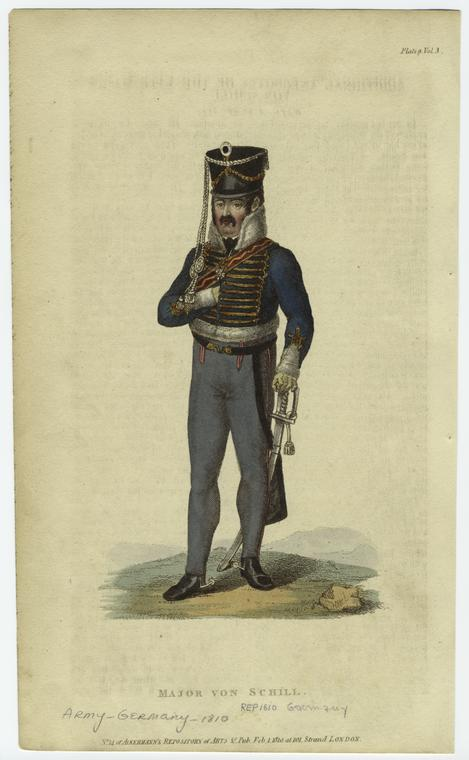
Major von Schill; die zeitgenössische Darstellung zeigt Schill in der 1808 eingeführten Uniform

Die Schillschen Jäger (auch als Schillsches Freikorps bekannt) waren eine irreguläre Einheit unter dem Befehl des preußischen Majors Ferdinand von Schill, die während des Fünften Koalitionskrieges 1809 gegen Frankreich kämpfte.

## Verlauf
Während sich im Frühjahr 1809 vor dem Hintergrund des Volksaufstandes in Spanien ein neuer Krieg zwischen Österreich und Frankreich abzeichnete, fällte Schill, der bei der Belagerung Kolbergs 1807 populär gewordene Freikorps-Führer, die Entscheidung, erneut ein Freikorps zu bilden, um auch Preußen von Napoléon Bonaparte in einem Volkskrieg zu befreien.
Am 28. April 1809 verließ er mit dem von ihm geführten Husarenregiment unter einem Vorwand Berlin und gab seine Absicht bekannt. Wenig später schlossen sich ihm zwar 500 Soldaten der Berliner Garnison unter Offizieren aus Kolberger Tagen an, jedoch blieb der erwartete Zulauf aus Norddeutschland aus. Das Freikorps führte am 5. Mai 1809 die Schlacht bei Dodendorf. Später gelang es ihm, Stralsund zu erobern. Für den preußischen König und die Regierung galt Schill als ein Deserteur. Er erhielt daher keine Hilfe aus Armee und Politik. Auch seine Hoffnung auf einen Aufstand der Bevölkerung und das Eintreffen britischer Hilfe erfüllte sich nicht. Mit rund 1500 Kämpfern unterlag Schill in Stralsund dem holländischen General Pierre Guillaume Gratien, wobei er am 31. Mai 1809 im Straßenkampf fiel.

Die Erschießung der elf Schillschen Offiziere am 16. September 1809 auf der Lippewiese bei Wesel; stehend: Hans Gustav Albert von Wedell

Elf seiner Offiziere wurden von einem französischen Kriegsgericht zum Tode verurteilt und am 16. September 1809 in Wesel erschossen. Ihnen zu Ehren wurde 1835 ein Denkmal nach einem Entwurf von Karl Friedrich Schinkel auf der Weseler Lippewiese errichtet. Für den an Schills Seite kämpfenden Leutnant Friedrich Gustav von Petersson wurden ein Gedenkstein und eine Gedenktafel am Kniepertor in Stralsund, dem Ort seiner Hinrichtung durch die Franzosen, angebracht.

## Liste der erschossenen Offiziere

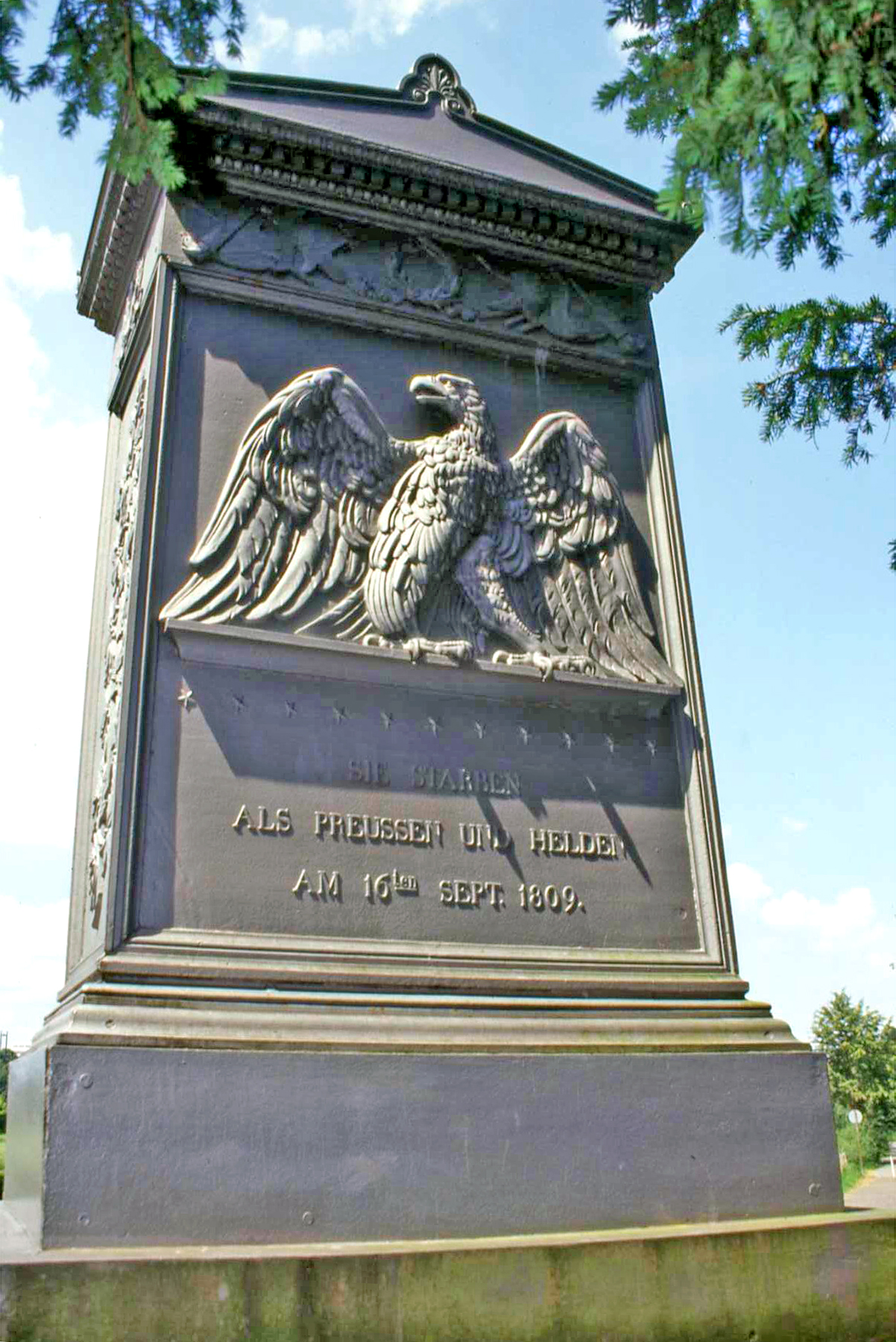
Gedenkmonument für die 11 erschossenen Offiziere in Wesel

| Name                                     | Waffengattung | Geburtsort und -jahr |
| ---------------------------------------- | ------------- | -------------------- |
| Leutnant Friedrich Wilhelm Felgentreu    | Artillerie    | Berlin 1786          |
| Leutnant Hans von Flemming               | Infanterie    | Glogau 1790          |
| Leutnant Constantin Wilhelm Gabain       | Infanterie    | Geldern 1786         |
| Leutnant Friedrich Ferdinand Galle       | Husaren       | Berlin 1771          |
| Leutnant Leopold Jahn                    | Husaren       | Massau 1778          |
| Leutnant Carl Gustav von Keffenbrinck    | ?             | Krien 1791           |
| Leutnant Adolph von Keller               | Infanterie    | Strasburg 1785       |
| Leutnant Johann Christian Daniel Schmidt | Jäger         | Berlin 1780          |
| Leutnant Carl Friedrich von Trachenberg  | Infanterie    | Rathenow 1784        |
| Leutnant Albert von Wedell               | Infanterie    | Kriegsdorf 1791      |
| Leutnant Carl Magnus von Wedell          | Husaren       | Braunsforth 1786     |

## Erinnerung und Ehrung

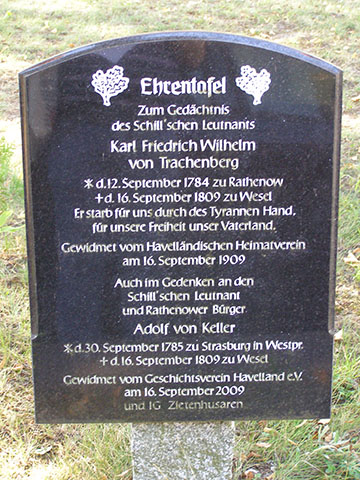
Gedenktafel am Kirchplatz in Rathenow

Erinnerung und Ehrung gilt neben Ferdinand von Schill auch den 11 Schillschen Offizieren und anderen hingerichteten Angehörigen des Freikorps:
Zum Gedenken an den Todestag der 11 Schillschen Offiziere wurde am 31. März 1835 an der Stelle ihrer Hinrichtung auf den Lippewiesen nach den Entwürfen von Karl Friedrich Schinkel ein Denkmal eingeweiht. In der Kasematte des Haupttorgebäudes der Festung Wesel zeichnet eine museale Ausstellung die Geschichte von Ferdinand von Schill und seiner Offiziere nach, die in diesen Räumen auch gefangen gehalten wurden. In Braunschweig wurde ein Denkmal für 14 erschossene Mitstreiter errichtet. In Berlin-Lankwitz wurden 1935/1936 fünf Straßen nach hingerichteten Schillschen Offiziere benannt (Felgentreu, Gabain, von Keffenbrink, von Trachenberg und die von-Wedell-Brüder). Im Kreishaus in Rathenow erinnerte als Ersatz für ein in der Kirche verbranntes Epitaph seit 1953 eine vom Bildhauer Karl Mertens geschaffene Gedenktafel an von Trachenberg und von Keller, die 1990 verschwunden ist. Im Jahr 2009 wurde erneut eine Tafel am Kirchplatz aufgestellt.

## Verfilmungen
Der Vorfall wurde mehrfach verfilmt, und zwar unter den Titeln:
- 1909: Der Heldentod der elf Schill'schen Offiziere zu Wesel
- 1912: Die Erschießung der elf Schill'schen Offiziere
- 1926: Die elf Schillschen Offiziere, Regie: Rudolf Meinert und erneut
- 1932: Die elf Schill’schen Offiziere, Regie: Rudolf Meinert